# Монастырь Святого Акопа (Парага)
Монастырь Святого Акопа (арм. Սուրբ Հակոբ Հայրապետ վանք (Փառակա); Сурб Акоп Айрапет) — ныне утраченный армянский монастырь, основанный в XII—XIII веках, располагавшийся в 1 км к северо-западу от села Парака Ордубадского района Нахичеванской Автономной Республики Азербайджана. Был полностью разрушен к 3 февралю 2000 года, что запечатлено на спутниковом снимке IKONOS.   

## История
Монастырь был основан в XII—XIII веках. В 1691 и 1701 годах он реставрировался согласно армянской надписи на тимпане дверного проема.
Когда историк Аргам Айвазян во время своих исследований в 1964—1987 годах задокументировал монастырь, его главная церковь ещё стояла, но притвор, примыкающий к её западному фасаду находился в руинах.
Монастырь отмечен на советских топографических картах 1933 и 1974 годов масштаба 1:50. Исследователи из группы CHW подтвердили точное местоположение монастыря с помощью спутникового снимка KH-9 Hexagon от 29 июля 1973 года.

## Устройство монастыря
Расположенная в небольшой лощине на краю горы, эта поразительная куполообразная базилика имела главную апсиду, двухэтажные ризницы с обеих сторон и купол с 12 окнами. Купол располагался на четырех крестообразных колоннах. Стены украшали рельефы и хачкары. На западном, южном и северном фасадах имелись армянские надписи. При обустройстве стен использовался многоцветный прием с сочетанием красного и белого тёсаных камней, что придавало сдержанному архитектурному образу монастыря гармонию с окружающей природой. Внутри под куполом располагались барельефы с изображением четырёх евангелистов.